# Hendrig Gutierrez
Hendrig « Henry » Gutierrez est un ancien joueur américain de soccer né le 28 août 1968 à Hoboken dans le New Jersey.
Gutierrez fut l'un des meilleurs jeunes joueurs de son pays et a été sélectionné avec l'équipe nationale des États-Unis lors du mondial des moins de 16 ans, en 1985. En 1987, il fait partie de l'équipe américaine lors de la coupe du monde des moins de 20 ans. Gutierrez a joué en France de 1991 à 1994 avant de retourner jouer dans son pays.
Gutierrez entraîne désormais l'équipe de jeunes de Triangle Football Club, en Caroline du Nord. Il avait joué en Major League Soccer depuis le commencement de cette ligue en 1996.